# Proximus Art Collection
De Proximus Art Collection is een kunstverzameling van beeldende kunst van de gelijknamige vzw van de Belgische onderneming Proximus.

## Toelichting
De Proximus Art Collection zag het licht in 1996 toen het bedrijf naar de Noordruimte bij het Station Brussel-Noord verhuisde en een sterk cultureel beleid wilde voeren. Beeldende kunst is volgens het bedrijf bij uitstek geschikt om waarden als aanzetten tot dialoog en openheid vorm te geven. Het probeert vooral kunst in al zijn uitdrukkingsvormen in de werkomgeving op te nemen. Door het dagelijks contact van het personeel van het bedrijf met beeldende kunst wil Proximus een menselijker omgeving scheppen en haar personeel interesse bijbrengen voor hedendaagse kunst.
Proximus zelf financiert de kunstcollectie. De fondsen die het inzamelt dienen voor de uitvoering van de gestelde missie. Een aankoopcomité van bekende kunstkenners doet op geregelde tijdstippen aankoopvoorstellen. Dit comité bestaat uit Chris Dercon, Director van Tate Modern te Londen, Dirk Snauwaert, directeur WIELS te Brussel, Caroline David, directeur van Lille 3000 te Rijsel en Jaap Guldemond, directeur van EYE Film Instituut Nederland te Amsterdam. Hans Van Impe is de coördinator van de collectie. In 2015 kwam een deel van de kunstverzameling naar buiten met een tentoonstelling in het Museum Dhondt-Dhaenens.

In het voorjaar 2024 raakte bekend dat een zeventigtal werken van de collectie zullen geveild worden. Met de opbrengst zal men nieuwe werken aankopen. 

## Collectie
De collectie bevat werk van voornamelijk 20ste-eeuwse kunstenaars zoals
- Pierre Alechinsky, Carl André, Nobuyoshi Araki, Atelier Van Lieshout, John Baldessari, Lothar Baumgarten, Christian Boltanski, Dirk Braeckman, Marcel Broodthaers, Daniel Buren, Pol Bury, David Claerbout, Tony Cragg, Jan De Cock, Wim Delvoye, Rineke Dijkstra, Peter Downsbrough, Dan Flavin, Günther Förg, Jef Geys, Dan Graham, Paul Graham, Andreas Gursky, Jenny Holzer, Donald Judd, On Kawara, Walter Leblanc, Sol Lewitt, Roy Lichtenstein, Richard Long, Ken Lum, Robert Mapplethorpe, François Morellet, Hans Op de Beeck, Panamarenko, Martin Parr, Giuseppe Penone,Jan Schoonhoven, Andres Serrano, Hiroshi Sugimoto, Jan Vercruysse, Jeff Wall, Andy Warhol, Lawrence Weiner, Marthe Wéry, en Franz West.

De helft van de collectie bestaat uit foto's die men makkelijk in een kantoor kan ophangen. Foto's van Thomas Struth, Andres Serrano, Lee Friedlander en uraniumfoto's van Sigmar Polke behoren tot het bezit.